# セイントバラード
セイントバラード (Saint Ballado) とはカナダ生産のアメリカの競走馬、種牡馬。主な勝ち鞍に1992年のアーリントンクラシックステークスおよびシェリダンステークス。

## 経歴
- 特記事項なき場合、本節の出典はEQIBASE[1]

1991年8月15日、アーリントンパーク競馬場でのメイドン競走でデビューし、2着。2歳時はこの1走で切り上げ、翌1992年1月のガルフストリームパーク競馬場でのメイドン競走で初勝利。続く2走はアローワンス競走に使われて2着、1着としたあとジムビームステークスでリルイーティーの5着、ブルーグラスステークスでもピストルアンドローゼスの5着に終わって三冠路線には向かわなかった。5月アーリントンパークのG3競走シェリダンステークスと6月のアーリントンクラシックステークスを連勝しハスケルインビテーショナルハンデキャップに向かったがテクノロジーの4着に終わり、これが最後の競馬となった。

## 競走成績
以下の内容は、EQIBASEの情報および記載法に基づく。
| 出走日     | 競馬場                 | 競走名                  | 格 | 距離   | 頭数 | 枠番 (PP) | 馬番 (Pgm) | 着順 | 騎手            | 斤量（lb./kg換算） | タイム  | 着差/タイム差 | 勝ち馬/（2着）馬       |
| ---------- | ---------------------- | ----------------------- | -- | ------ | ---- | --------- | ---------- | ---- | --------------- | ------------------ | ------- | ------------- | ---------------------- |
| 1991.08.15 | アーリントンパーク     | メイドン                |    | ダ6f   | 12   | 9         | 9          | 2着  | P. デイ         | 119/54             |         | （3馬身1/2）  | Return to Quarters     |
| 1992.01.26 | ガルフストリームパーク | メイドン                |    | ダ6f   | 10   | 8         | 8          | 1着  | R. ロペス       | 120/54.5           | 1:10.94 | ハナ          | （Dont Sell the Farm） |
| 0000.02.17 | ガルフストリームパーク | アローワンス            |    | ダ7f   | 11   | 10        | 10         | 2着  | J. クローン     | 117/53             |         | （3馬身）     | Concorde's Tune        |
| 0000.03.14 | ガルフストリームパーク | アローワンス            |    | ダ8.5f | 12   | 6         | 6          | 1着  | J. クローン     | 112/51             | 1:44.23 | 2馬身         | （Sunnybutcold）       |
| 0000.03.28 | ターフウェイパーク     | ジムビームS             | G2 | ダ9f   | 11   | 5         | 5          | 5着  | J. クローン     | 121/55             |         | （7馬身1/4）  | Lil E. Tee             |
| 0000.04.11 | キーンランド           | ブルーグラスS           | G2 | ダ9f   | 11   | 9         | 9          | 5着  | R. マクナイト   | 121/55             |         | （7馬身1/4）  | Pistols and Roses      |
| 0000.05.25 | アーリントンパーク     | シェリダンS             | G3 | ダ8f   | 8    | 2         | 2          | 1着  | J. ヴェラスケス | 113/51.5           | 1:36.10 | 7馬身         | （Ten Sins）           |
| 0000.06.21 | アーリントンパーク     | アーリントンクラシックS | G2 | ダ9f   | 6    | 6         | 6          | 1着  | J. クローン     | 120/54.5           | 1:46.82 | 4馬身1/2      | （Desert Force）       |
| 0000.08.21 | モンマスパーク         | ハスケル招待H           | G1 | ダ9f   | 9    | 3         | 4          | 4着  | J. クローン     | 118/53.5           |         | （7馬身1/4）  | Technology             |

## 引退後
引退後は種牡馬とするため馬主は奔走するが、良血馬ながらケンタッキー州では相手にされず、最終的には繋養先はフロリダ州のオカラスタッドとなる。それも、最初は75万ドルで売却予定が40万ドルに下がり、最後は9万ドルに値切られた結果であった。種付料は2500ドルに設定された。このような境遇ながら、オカラスタッド側では良血に未来の価値を見出し、もし成功したなら多大な幸運が来るとしていた。初年度産駒からフロリダダービー優勝馬キャプテンボジットを送り出し、その後も一定の繁殖成績をおさめてテイラーメイドファームへの移動を果たした。しかし2002年秋、脊髄の病に冒されたため矯正手術を受けてテイラーメイドファームに戻った後合併症を起こして重篤となり、手の施しようがなくなったため10月20日に安楽死の処置がとられた。
死後、まず2004年にアシェイド (Ashado) がケンタッキーオークス、コーチングクラブアメリカンオークス、ブリーダーズカップ・ディスタフなどに優勝し、エクリプス賞最優秀3歳牝馬を受賞。翌2005年には牡駒のセイントリアム (St. Liam) が中距離路線で活躍し、この年の年度代表馬に、またアシェイドも再び年度表彰を受け、この2頭の活躍によりセイントバラードは2005年度北米リーディングサイアーとなった。しかしその後、後継種牡馬として期待されたセイントリアムは不慮の事故により、1世代の産駒を残しただけで死亡した。
父ヘイローは日本で種牡馬として大活躍していたサンデーサイレンスと同じであり、甥のシングスピールがジャパンカップに優勝した翌年の1997年には、日本への導入が予定されていたが、アメリカで受けた予防接種のワクチン が日本の検疫条項に抵触したため、実現しなかった。

### 主な産駒
※G1競走優勝馬のみ。
- Captain Bodgit（1994年産 フロリダダービーなど重賞3勝）[6]
- Sister Act（1995年産 ヘムステッドステークスなど重賞4勝）[7]
- Yankee Victor（1996年産 メトロポリタンハンデキャップなど重賞2勝）[8]
- Saint Liam（2000年産 G1競走4勝を含む重賞5勝。2005年度エクリプス賞年度代表馬、最優秀古牡馬）[9]
- Ashado（2001年産 G1競走6勝を含む重賞11勝。2004年度エクリプス賞最優秀3歳牝馬、2005年度同最優秀古牝馬）[10]
- Sunriver（2003年産 ハリウッドターフカップハンデキャップなど重賞3勝）[11]

### 母父としての主な産駒
- ドスライス（2006年産 クラスターカップ）
- タガノジンガロ（2007年産 かきつばた記念）

## 血統表
| セイントバラードの血統        | セイントバラードの血統                                  | セイントバラードの血統                                  | （血統表の出典）                                        | （血統表の出典） |
| 父系                          | ヘイロー系                                              | ヘイロー系                                              | ヘイロー系                                              | [ § 2 ]          |
| 父 Halo 1969 黒鹿毛 アメリカ  | 父の父Hail to Reason 1958 黒鹿毛 アメリカ               | Turn-to                                                 | Royal Charger                                           | Royal Charger    |
| 父 Halo 1969 黒鹿毛 アメリカ  | 父の父Hail to Reason 1958 黒鹿毛 アメリカ               | Turn-to                                                 | Source Sucree                                           |                  |
| 父 Halo 1969 黒鹿毛 アメリカ  | 父の父Hail to Reason 1958 黒鹿毛 アメリカ               | Nothirdchance                                           | Blue Swords                                             | Blue Swords      |
| 父 Halo 1969 黒鹿毛 アメリカ  | 父の父Hail to Reason 1958 黒鹿毛 アメリカ               | Nothirdchance                                           | Galla Colors                                            |                  |
| 父 Halo 1969 黒鹿毛 アメリカ  | 父の母Cosmah 1953 鹿毛 アメリカ                         | Cosmic Bomb                                             | Pharamond                                               | Pharamond        |
| 父 Halo 1969 黒鹿毛 アメリカ  | 父の母Cosmah 1953 鹿毛 アメリカ                         | Cosmic Bomb                                             | Banish Fear                                             |                  |
| 父 Halo 1969 黒鹿毛 アメリカ  | 父の母Cosmah 1953 鹿毛 アメリカ                         | Almahmoud                                               | Mahmoud                                                 | Mahmoud          |
| 父 Halo 1969 黒鹿毛 アメリカ  | 父の母Cosmah 1953 鹿毛 アメリカ                         | Almahmoud                                               | Arbitrator                                              |                  |
| 母 Ballade 1972 鹿毛 アメリカ | 母の父Herbager 1956 鹿毛 フランス                       | Vandale                                                 | Plassy                                                  | Plassy           |
| 母 Ballade 1972 鹿毛 アメリカ | 母の父Herbager 1956 鹿毛 フランス                       | Vandale                                                 | Vanille                                                 |                  |
| 母 Ballade 1972 鹿毛 アメリカ | 母の父Herbager 1956 鹿毛 フランス                       | Fladgette                                               | Escamillo                                               | Escamillo        |
| 母 Ballade 1972 鹿毛 アメリカ | 母の父Herbager 1956 鹿毛 フランス                       | Fladgette                                               | Fidgette                                                |                  |
| 母 Ballade 1972 鹿毛 アメリカ | 母の母Miss Swapsco 1965 鹿毛 アメリカ                   | Cohoes                                                  | Mahmoud                                                 | Mahmoud          |
| 母 Ballade 1972 鹿毛 アメリカ | 母の母Miss Swapsco 1965 鹿毛 アメリカ                   | Cohoes                                                  | Belle of Troy                                           |                  |
| 母 Ballade 1972 鹿毛 アメリカ | 母の母Miss Swapsco 1965 鹿毛 アメリカ                   | Soaring                                                 | Swaps                                                   | Swaps            |
| 母 Ballade 1972 鹿毛 アメリカ | 母の母Miss Swapsco 1965 鹿毛 アメリカ                   | Soaring                                                 | Skylarking                                              |                  |
| 母系(F-No.)                   | (FN:12-c)                                               | (FN:12-c)                                               | (FN:12-c)                                               | [ § 3 ]          |
| 5代内の近親交配               | Mahmoud 4 × 4 = 12.50%、Blue Larkspur 5 × 5 × 5 = 9.38% | Mahmoud 4 × 4 = 12.50%、Blue Larkspur 5 × 5 × 5 = 9.38% | Mahmoud 4 × 4 = 12.50%、Blue Larkspur 5 × 5 × 5 = 9.38% | [ § 4 ]          |
| 出典                          | 1. 2. 3. 4.                                             | 1. 2. 3. 4.                                             | 1. 2. 3. 4.                                             | 1. 2. 3. 4.      |

- 全姉に1980年度のカナダ年度代表馬およびエクリプス賞最優秀古牝馬のグローリアスソング、全兄に1983年度エクリプス賞最優秀2歳牡馬のデヴィルズバッグ、近親のうちグローリアスソングの血統からラーイ、シングスピール、全姉Angelic Songの仔にレディバラード（クイーン賞、TCK女王盃）、その他近親にヒシナタリー[13]